# Свинцово-хлорный элемент
Свинцово-хлорный элемент — первичный, резервный химический источник тока, в котором анодом является свинец, катодом — диоксид свинца в смеси с графитом (около 3,5 %), а электролитом — водный раствор хлорной кислоты. Отличается особенностью хорошо работать в области отрицательных температур и способностью к разряду токами огромной силы (до 80 ампер/дм2 площади электродов).

## Параметры
- Теоретическая энергоёмкость:
  - Удельная энергоёмкость: 44-62 Вт·час/кг.
  - Удельная энергоплотность: 115-200 Вт·час/дм3.
- ЭДС: 1,92 вольта.
- Рабочая температура: −60...+55 °C.